# Дім мерців 2
«Дім мерців 2» (англ. House of the Dead 2) — стрічка 2005 року, яка є продовження фільму жахів 2003 року «Дім мерців». Як і попередня кінокартина сюжет заснований на серії відеоігор «House of the Dead». Фільм був поставлений Майклом Герстом. Світова прем'єра відбулась на кінофестивалі в Сітжесі в Іспанії 14 жовтня 2005 року, а прем'єра у США пройшла на Sci Fi Channel (тепер Syfy) 11 лютого 2006 року.

## Сюжет
Через кілька місяців після подій першого фільму професору Рою Каріену з вигаданого університету Куеста Верде вдалося підкорити й утримати зразок «Надрозуму», який, як виявилося, його син Руді Каріен, вцілілий після випадку на острові Ісла-дель-Морте з першого фільму. Каріен експериментував над іншою вцілілою Алісією, намагаючись визначити джерело її безсмертя, очевидно оцінивши гнилий стан її тіла. Коли Рой створив сироватку, яка, на його думку, поверне мертвих і призведе до безсмертя, професор вбиває одного зі своїх учнів і вводить її. Студентка повертається до життя, заражає Каріена та виривається з будівлі.
Через місяць в університеті відбулася повноцінний спалах, що підтверджено розвідувальними групами AMS. Джейк Елліс, агент AMS, вирушає на пошуки колеги Олександри Морган. Він знаходить її на побаченні в ресторані, де агент мала стратити кількох заражених людей, перш ніж повернеться на базу з Еллісом. Після наказу про отримання зразку крові з зараженої людини на території кампусу, їх попереджають, що ракетна зброя зрівняє гуртожиток з землею опівночі, незалежно від того, чи присутні агенти чи ні. Вона призначає групу спецпризначенців морських піхотинців США для підкріплення. Елліс відкрито ставить під сумнів компетентність солдатів, що призводить до суперечок між двома підрозділами. Після прибуття до КВУ солдати стикаються із зомбі. Один солдат панікує, а інший заражається після заїдання зброї. Інші бачать його травму, вони відривають інфіковану руку, але він повертається та заражає команду медиків. Група продовжує працювати в університеті.
Вони приступають до битви через орди заражених, розділившись на дві команди. Лейтенант Елісон Генсон та рядовий Марія Родрігес та солдат Барт досліджують гуртожиток для жінок. Вони вриваються в нього, де знаходять тіло померлого зомбі. В одній з кімнат Барт знаходить труп, а потім його кусає комар. Побоюючись зараження, Генсон приковує наручниками напарника до радіатора і повертаються до фургона. Водночас другу команду з Елліс і Морган атакують зомбі кілька разів. Врешті-решт, усі солдати загону гинуть разом з керівником підрозділу, сержантом Гріффіном. Елліс та Морган пробиваються до професорської лабораторії та знаходять оригінал зразка, який все ще знаходиться у в'язниці, а також двох студентів, Лонні та Сару, які вижили. Вони заходять до кімнати та витягують кров із дівчини-зомбі, але змушені вбити її під час спроби втекти. Лонні та Сару захоплюють і розривають зомбі, а Елліс і Морган рятуються, поки зомбі харчувалися тілами.
Генсон і Родрігес дістаються до машини. Там вони готуються до порятунку Морган й Елліса, але Родрігеса кусає зомбі. Генсон страчує Родрігеса. Елліса і Морган рятує Генсон, але зразок крові знищується. Вони були змушені повернутися назад за десять хвилин до того, як військові випустять ракети по кампусу. Вони отримують зразок, але Генсон кусають за щиколотку. Вона залишається та чинить самогубство. Елліс втікає перед ударами ракети, а Морган потрапляє в пастку. Барт ампутує руки та змушує Елліса віддати флакон. Барт все одно вбиває Елліса, Морган виживає і страчує Барта, який помираючи, знищує зразок крові. Морган поранена, але невідомо, чи заражена. Елліс відмовляється вбивати її. У місті вони виявляють, що зараза поширилася на іншу частину міста.

## У ролях
| Актор           | Роль                     |
| --------------- | ------------------------ |
| Еммануель Вожьє | доктор Олександра Морган |
| Ед Квінн        | лейтенант Джейк Елліс    |
| Sticky Fingaz   | сержант Далтон           |
| Стів Монро      | О'Коннер                 |
| Вікторія Пратт  | лейтенант Елісон Генсон  |
| Джеймс Паркс    | Барт                     |
| Ден Саутворт    | Накагава                 |
| Біллі Браун     | Гріффін                  |
| Надін Веласкес  | Марія Родрігес           |
| Еллі Корнелл    | полковник Джордан Каспер |
| Сід Гейг        | професор Рой Каріен      |
| Мірсі Монро     | Сара Кертіс              |
| Кем Павелл      | Лонні Еванс              |
| Даніель Бургіо  | Алісія                   |

## Сприйняття
Єн Джейн з DVD Talk оцінив фільм 1/5 зірок і написав: «Якщо [перший] фільм був такий поганий, що він був майже хороший (принаймні, ми могли з нього посміятися), пряме продовження фільму — це просто погано, і, на жаль, це просто безглуздо … „Дім мерців 2“ чинить кінематографічний гріх — це нудно». Beyond Hollywood написав: "Якщо ви шукали фільм, щоб показати, якими жанрові та формульні фільми жахів в Америці стали останнім часом, вам не потрібно дивитись далі ["Дім мерців 2"]. … [Це дійсно] поліпшення в порівнянні з оригіналом Болла [але це] працювало б краще, якби він врахував стан речей і не сприйняв би всіх зомбі дуже серйозно". Bloody Disgusting оцінив фільм 3/5 і написав: «Сценарій Олтмена висміює всі сліди, пхаючи жарти практично на все, на що можуть потрапити криваві руки. Але під усіма поп-культурами лежить ефектний фільм, з відчутним напруженням і достатньою кількістю крові, монстрами та цицьками, що здивує навіть якнайбільшого ненависника фільмів про зомбі». Джон Кондіт з Dread Central оцінив його 3/5 зірок і написав, що він заслуговує на шанс, попри свої недоліки. Переглядаючи DVD, Стів Бартон із Dread Central оцінив його 3/5 зірок і написав: «Ці закривавлені зомбі, відкриті для бізнесу, і смію це сказати, насправді це не погана подорож!».